# Iahnie de fasole
Els iahnie de fasole (en català guisat de mongetes) és un menjar tradicional romanès i es troba a gairebé totes les zones del país. Amb motiu del dia nacional de Romania, a les festes de diverses ciutats, se serveix un guisat de mongetes a la cassola. Se sol servir amb ciolan o salsitxes i murături. La paraula "iahnie" deriva de la llengua turcă com drept yahni, també coneguda a Bulgària com iahnija. No s'ha de confondre el guisat de mongetes amb les mongetes premsades.

## Ingredient
Per preparar un guisat de 4 porcions calen: 500 g de mongetes seques, 3 cebes, opcionalment 2 grans d'all, brou, tomàquet, oli, 1-2 fulles de llorer, herbes (julivert, sajolida o fins i tot anet o estragó), sal i pebre.

## Preparació
Remullar les mongetes la nit anterior, bullir-les en 2-3 aigües l'endemà, afegir 1/2 culleradeta de bicarbonat de sodi. Fregiu la ceba picada amb oli, barregeu-la amb les mongetes, afegiu-hi el brou i les fulles de llorer. Deixeu-ho bullir junt, afegiu sal i verdures al final. No s'ha de deixar caure massa. També es pot refinar amb nata.
Sovint se serveixen amb salsitxes fregides, costelles fumades o altres carns fumades, preferentment amb escabetxos.